# Necropolis (videojuego)
Necropolis es un videojuego   de rol de acción rogué-lite desarrollado por Harebrained Schemes y publicado por Bandai Namco Entertainment. El juego fue lanzado para Microsoft Windows y OS X en julio de 2016, y para PlayStation 4 y Xbox One en octubre de 2016.

## Historia
La historia del juego involucra a un archimago llamado Abraxis y sus intentos de practicar magia en una tumba subterránea secreta lejos de la civilización. El jugador toma el rol de varios aventureros que han llegado a esta extraña Necropolis con motivaciones desconocidas—botín, gloria y exilio es remplazado por la necesidad de escapar.

## Mecánicas del juego
Necropolis es un videojuego de rol de acción en tercera persona. El juego toma lugar en un laberinto en una dimensión abstracta y presenta plataformas móviles y tesoros ocultos. Los jugadores son capaces de alterar partes del mundo resolviendo puzles. Los enemigos serán aventureros Muertos, animales salvajes y maquinaría abandonada. El sirviente de Abraxis, la Cabeza Descarada, ayuda en dar forma a las salas y la asignación de tareas, las cuales cambian constantemente. El combate consiste en atacar en el momento justo y en patrones de ataque, dependiendo mucho del posicionamiento del jugador que no tenga acceso un escudo o esquivar. Objetos tales como ingredientes de pociones y libros son coleccionables.
Como en la mayoría de los juegos “rogue-lite” morir resulta en una pérdida permanente de objetos y progreso y requiere al jugador empezar un nuevo archivo de guardado. Hay algunos objetos cosméticos que se pueden comprar con la moneda del juego pero que solo se pueden usar en una nueva partida. El jugador solo puede tener un archivo de guardado. Los libros coleccionables permiten equipar distintos efectos en el personaje del jugador. Estos pueden ser aplicados al final de cada nivel, antes de descender al siguiente. Estas habilidades van desde un tener un salto más alto u obtener más dinero y objetos. 
Siguiendo la última expansión, hay dos clases de aventurero jugables: el Guarda Negro (velocidad) y el Bruto (fuerza).

## Desarrollo
El juego fue destacado en la PAX 2015, donde fue nombrado ganador del premio Destructoid's Editor's Choice. Fue lanzado para Microsoft Windows y OS X el 12 de julio de 2016, y fue lanzado para PlayStation 4 y Xbox One el 4 de octubre de 2016.

## Música
La banda sonora del juego fue compuesta por Jon Everist, quien ya había trabajado con Harebrained Schemes en el pasado en la saga Shadowrun. Hardcore Gamer dijo que la puntuación de Everist "increíble", que proporciono varios "encantados, temas orquestales aunque minimalistas que encajaban perfectamente con la situación si sobrepasarse.

## Acogida
La versión de PC tuvo una puntuación de 59 compuesta de 34 críticas en Metacritic.